# Região Geográfica Imediata de Manaus

Localização da Região Imediata de Manaus no Amazonas.

A Região Geográfica Imediata de Manaus é uma das onze regiões imediatas do estado brasileiro do Amazonas, uma das quatro regiões imediatas que compõem a Região Geográfica de Manaus e uma das 509 regiões imediatas no Brasil (criadas pelo IBGE em 2017). Esta é composta por dez municípios.

## Municípios
A Região Geográfica de Manaus é composta por dez  municípios:
| Região geográfica imediata | Municípios | População Estimativa 2018 | Área (km²)  |
| -------------------------- | --- | ------------------------- | ----------- |
| Manaus                     | Autazes Borba Careiro Careiro da Várzea Iranduba Manaquiri Manaus Nova Olinda do Norte Presidente Figueiredo Rio Preto da Eva | 2 475 186                 | 115 056,741 |